# Edifício Legislativo de Saskatchewan

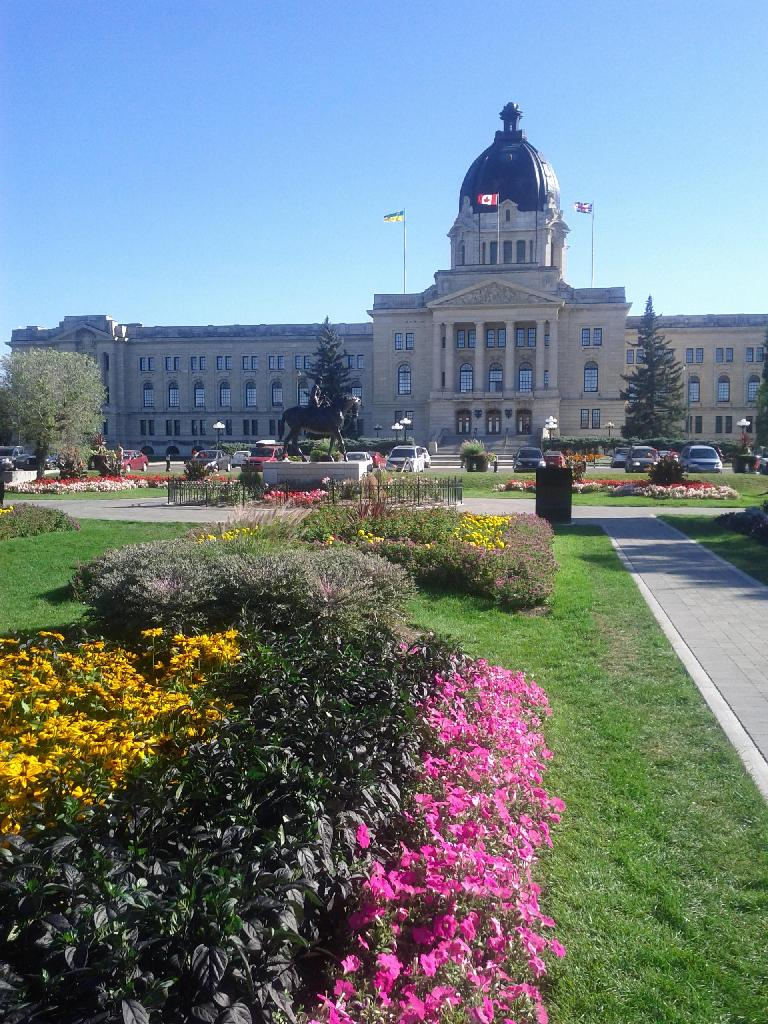
Edifício Legislativo em um dia ensolarado.

O Edifício Legislativo de Saskatchewan está localizado na cidade de Regina, na província de Saskatchewan, no Canadá e abriga a Assembléia Legislativa da província.

## Informações
A construção do edifício iniciou em 31 de agosto de 1908 e foi terminada em 25 de janeiro de 1912. Foi o edifício mais alto da cidade de 1912 até 1927.